# Dave King (cầu thủ bóng đá, sinh năm 1962)
David Martin King (sinh ngày 18 tháng 9 năm 1962) là một cựu cầu thủ bóng đá người Anh thi đấu ở vị trí tiền vệ ở Football League cho York City, ở bóng đá non-League cho Gresley Rovers, ở New Zealand cho Napier City Rovers, và từng đầu quân cho Derby County mà không có một trận quốc nội nào.